# Eleições regionais em Baden-Württemberg de 1964
As eleições regionais em Baden-Württemberg de 1964 foram realizadas a 26 de Abril e, serviram para eleger os 120 deputados para o parlamento regional.
A União Democrata-Cristã foi, novamente, o partido mais votado, conquistando o seu melhor regional, até então, obtendo 46,2% dos votos e 59 deputados, ficando a 2 deputados da maioria absoluta.
O Partido Social-Democrata da Alemanha também obteve um bom resultado, subindo dos 35,3% dos votos de 1960 para 37,3% dos votos e obtendo 47 deputados.
O Partido Democrático Liberal continuou, lentamente, a perder votos, ficando-se pelos 13,1% dos votos e 14 deputados.
Por fim, destacar o resultado desastroso do Partido de Toda Alemanha, partido fruto da fusão do Bloco dos Refugiados e Expatriados com Partido Alemão, que se ficou pelos 1,8% dos votos.
Após as eleições, a coligação formada por democratas-cristãos e liberais foi renovada e manteve-se no poder regional.

## Resultados Oficiais
| Partido                 | Partido                     | Votos     | %     | +/-   | Deputados | +/-   |
| ----------------------- | --------------------------- | --------- | ----- | ----- | --------- | ----- |
|                         | União Democrata-Cristã      | 1 671 674 | 46,18 | 6,73  | 59 / 120  | 7     |
|                         | Partido Social-Democrata    | 1 350 314 | 37,30 | 2,00  | 47 / 120  | 3     |
|                         | Partido Democrático Liberal | 472 492   | 13,05 | 2,79  | 14 / 120  | 4     |
|                         | Partido de Toda Alemanha    | 65 759    | 1,82  | 6,38  | 0 / 120   | 7     |
|                         | União Alemã pela Paz        | 49 191    | 1,36  | Novo  | 0 / 120   | Novo  |
|                         | Outros                      | 10 471    | 0,29  |       | 0 / 120   |       |
| Votos Inválidos         | Votos Inválidos             | 85 890    | 2,32  | 0,31  |           |       |
| Total                   | Total                       | 3 705 791 | 100   |       | 120 / 120 | 1     |
| Eleitorado/Participação | Eleitorado/Participação     | 5 471 002 | 67,74 | 8,79  |           |       |
| Fonte                   | Fonte                       | [ 1 ]     | [ 1 ] | [ 1 ] | [ 1 ]     | [ 1 ] |